# 国家安保室
国家安全保障室 ( 朝鮮語: 대한민국 국가안보실：국안실 ) は、大韓民国の行政機関である。

## 概要
2013年3月（朴槿恵政権）において、大統領室を国家安全保障室と大統領秘書室に分離。

## 任務
国家安全保障に関連する大統領の職務を補佐する。

## 室長
室長は、長官（閣僚）級の政務職の公務員であり、次長（2名）は、次官級の政務職の公務員である。室長は国家安全保障会議（NSC）常任委員会の委員長を兼任する。室長、次長は国家安全保障会議に委員として出席する。

## 歴代室長
| 代   | 氏名     | 氏名         | 在任期間       | 在任期間       |
| 代   | 漢字表記 | ハングル表記 | 着任           | 退任           |
| ---- | -------- | ------------ | -------------- | -------------- |
| 初   | 金章洙   | 김장수       | 2013年3月25日  | 2014年5月22日  |
| 代行 | 金奎顕   | 김규현       | 2014年5月22日  | 2014年6月1日   |
| 2    | 金寛鎮   | 김관진       | 2014年6月1日   | 2017年5月21日  |
| 3    | 鄭義溶   | 정의용       | 2017年5月21日  | 2020年7月2日   |
| 代行 | 金有根   | 김유근       | 2020年7月2日   | 2020年7月23日  |
| 代行 | 徐柱錫   | 서주석       | 2020年7月23日  | 2020年7月28日  |
| 4    | 徐薫     | 서훈         | 2020年7月28日  | 2022年5月9日   |
| 5    | 金聖翰   | 김성한       | 2022年5月10日  | 2023年3月29日  |
| 6    | 趙太庸   | 조태용       | 2023年3月29日  | 2023年12月27日 |
| 7    | 張虎鎮   | 장호진       | 2023年12月28日 | 2024年8月12日  |
| 8    | 申源湜   | 신원식       | 2024年8月12日  | 2025年6月4日   |
| 9    | 魏聖洛   | 위성락       | 2025年6月4日   | （現職）       |